# Gare de Chastre
La gare de Chastre est une gare ferroviaire belge de la ligne 161, de Schaerbeek à Namur, située au bourg centre de la commune de Chastre dans la province du Brabant wallon.
Elle est mise en service en 1855 par la Grande compagnie du Luxembourg avant de devenir une gare de l'Administration des chemins de fer de l'État belge. C'est une halte voyageurs de la Société nationale des chemins de fer belges (SNCB) desservie par des trains omnibus (L) et Heure de pointe (P).

## Situation ferroviaire
Établie à 143 mètres d'altitude, la gare de Chastre, est située au point kilométrique (PK) 45,900 de la ligne 161, de Schaerbeek à Namur entre les gares de Blanmont et d'Ernage.

## Histoire
La station de Chastre est mise en service le 14 juin 1855. par la Grande compagnie du Luxembourg lorsqu'elle ouvre à l'exploitation la section de La Hulpe à Gembloux de la ligne du Luxembourg.
Pour la construction de ses gares, la Grande Compagnie du Luxembourg réalisa plusieurs modèles standards et choisit, pour un grand nombre de ses gares secondaires, de construire le même modèle de bâtiment : une gare rectangulaire de deux niveaux sous bâtière comportant trois travées.
Chaque façade était symétrique. Au centre, on retrouve un oculus sous une corniche en mitre.
Les façades sont en brique apparente avec un cordon de pierre bleue au rez-de-chaussée joignant la naissance des arcs qui surplombent chaque ouverture (les arcs sont en plein cintre au rez-de-chaussée et bombés à l’étage). On retrouvait également deux cordons de briques, l'un marquant la séparation entre les deux étages et l'autre reliant le larmier des fenêtres à l'étage. Ces gares seront par la suite portées à cinq travées avec une avancée au niveau des trois travées centrales côté rue. Ce modèle de gare était le plus répandu de la Grande Compagnie du Luxembourg et fut édifié à Tilff, Rhisnes, Esneux, Saint-Denis-Bovesse, Barvaux, Bomal, Chastre, et Mont-Saint-Guibert. Seules les quatre premières existent toujours à l’heure actuelle, les autres ont été démolies.
La Société nationale des chemins de fer vicinaux (SNCV) desservait également Chastre et y possédait un dépôt de tramways, désormais utilisé pour les bus TEC.

## Service des voyageurs

### Accueil
Halte SNCB, c'est un point d'arrêt non géré (PANG) à accès libre.

### Desserte
Chastre est une halte voyageurs de la Société nationale des chemins de fer belges (SNCB) desservie par des trains omnibus (L) et Heure de pointe (P) de la relation Ottignies - Gembloux - Namur (voir fiches horaires de la ligne).
En semaine, la desserte comprend un train L par heure complétés par deux trains P Ottignies - Gembloux et un train P Namur - Ottignies dans chaque sens (le matin) ainsi qu'un train P Namur - Ottignies et deux trains P Ottignies - Namur (l'après-midi).
Les weekends et jours fériés, seuls circulent les trains L (un toutes les deux heures).

### Intermodalité
Un parc pour les vélos et un parking pour les véhicules y sont aménagés. Elle est desservie par un arrêt de bus.

## Comptage voyageurs
Ce graphique et tableau montre le nombre de voyageurs embarquant en moyenne durant la semaine, le samedi et le dimanche.
| Nombre de passagers qui embarquent à la gare de Chastre | Nombre de passagers qui embarquent à la gare de Chastre | Nombre de passagers qui embarquent à la gare de Chastre | Nombre de passagers qui embarquent à la gare de Chastre |
|                                                         | Semaine                                                 | Samedi                                                  | Dimanche                                                |
| ------------------------------------------------------- | ------------------------------------------------------- | ------------------------------------------------------- | ------------------------------------------------------- |
| 1977                                                    | 471                                                     | 56                                                      | 28                                                      |
| 1978                                                    | 430                                                     | 66                                                      | 30                                                      |
| 1979                                                    | 414                                                     | 60                                                      | 47                                                      |
| 1980                                                    | 574                                                     | 129                                                     | 85                                                      |
| 1981                                                    | 521                                                     | 102                                                     | 95                                                      |
| 1982                                                    | 449                                                     | 114                                                     | 52                                                      |
| 1983                                                    | 471                                                     | 148                                                     | 86                                                      |
| 1984                                                    | 510                                                     | 155                                                     | 102                                                     |
| 1985                                                    | 513                                                     | 114                                                     | 87                                                      |
| 1986                                                    | 544                                                     | 177                                                     | 94                                                      |
| 1987                                                    | 423                                                     | 119                                                     | 83                                                      |
| 1988                                                    | 462                                                     | 105                                                     | 77                                                      |
| 1989                                                    | 363                                                     | 100                                                     | 70                                                      |
| 1990                                                    | 471                                                     | 140                                                     | 92                                                      |
| 1991                                                    | 435                                                     | 113                                                     | 78                                                      |
| 1992                                                    | 541                                                     | 131                                                     | 70                                                      |
| 1993                                                    | 532                                                     | 145                                                     | 80                                                      |
| 1994                                                    | 582                                                     | 83                                                      | 67                                                      |
| 1995                                                    | 556                                                     | 80                                                      | 63                                                      |
| 1996                                                    | 555                                                     | 92                                                      | 68                                                      |
| 1997                                                    | 536                                                     | 71                                                      | 91                                                      |
| 1998                                                    | 399                                                     | 84                                                      | 75                                                      |
| 1999                                                    | 344                                                     | 60                                                      | 48                                                      |
| 2000                                                    | 404                                                     | 100                                                     | 54                                                      |
| 2001                                                    | 421                                                     | 81                                                      | 52                                                      |
| 2002                                                    | 396                                                     | 92                                                      | 75                                                      |
| 2003                                                    | 426                                                     | 89                                                      | 58                                                      |
| 2004                                                    | 476                                                     | 70                                                      | 52                                                      |
| 2005                                                    | 481                                                     | 84                                                      | 80                                                      |
| 2006                                                    | 509                                                     | 104                                                     | 61                                                      |
| 2007                                                    | 503                                                     | 99                                                      | 80                                                      |
| 2008                                                    | -                                                       | -                                                       | -                                                       |
| 2009                                                    | 455                                                     | 65                                                      | 100                                                     |
| 2010                                                    | -                                                       | -                                                       | -                                                       |
| 2011                                                    | -                                                       | -                                                       | -                                                       |
| 2012                                                    | 475                                                     | 88                                                      | 87                                                      |
| 2013                                                    | 485                                                     | 78                                                      | 87                                                      |
| 2014                                                    | 412                                                     | 103                                                     | 67                                                      |
| 2015                                                    | 359                                                     | 68                                                      | 49                                                      |
| 2016                                                    | 314                                                     | 61                                                      | 63                                                      |
| 2017                                                    | 357                                                     | 58                                                      | 52                                                      |
| 2018                                                    | 307                                                     | 56                                                      | 58                                                      |
| 2019                                                    | 370                                                     | 79                                                      | 48                                                      |
| 2020                                                    | 256                                                     | 72                                                      | 39                                                      |
| 2021                                                    | -                                                       | -                                                       | -                                                       |
| 2022                                                    | 357                                                     | 62                                                      | 89                                                      |
| 2023                                                    | 316                                                     | 114                                                     | 65                                                      |
| 2024                                                    | 300                                                     | 73                                                      | 49                                                      |